# Graphomya atripes
Graphomya atripes är en tvåvingeart som först beskrevs av Malloch 1926.  Graphomya atripes ingår i släktet Graphomya och familjen husflugor. Inga underarter finns listade i Catalogue of Life.